# Kub
En kub (regelbunden hexaeder) är inom geometrin en rätvinklig tredimensionell figur där alla kanterna är lika långa. Om varje kant har längden a är kubens volym lika med a3 och dess sammanlagda mantelarea 6·a2.
Ibland generaliseras begreppet kub till att betyda en n-dimensionell figur där alla kanter är lika långa och ortogonala. Den "vanliga" kuben är då specialfallet där n = 3 och den tvådimensionella kuben motsvarar kvadraten.
En kub av högre dimension än 3 kallas ibland hyperkub. En hyperkub av dimension 4 har 8 kuber som sidokroppar, 24 kvadrater som sidor, 32 kanter och 16 fyrtaliga hörn.
En kub har Schläfli-symbolen {\displaystyle \scriptstyle {\left\{4,3\right\}}}.

## Se även

Rubiks kub

## Kuber använda i film
- 1969 – The Cube
- 1997 – Cube
- 2002 – Cube 2: Hypercube
- 2004 – Cube Zero